# Distretto di Minamikawachi
Il distretto di Minamikawachi (南河内郡, Minamikawachi-gun?) è uno dei distretti della prefettura di Ōsaka, in Giappone.
Attualmente fanno parte del distretto i comuni di Chihayaakasaka, Kanan e Taishi.